# 康瑟爾克里克鎮區 (內布拉斯加州南斯縣)
康瑟爾克里克鎮區（英語：Council Creek Township）是位於美國內布拉斯加州南斯縣的一個行政鎮區。

## 地方資料
康瑟爾克里克鎮區的面積為91.58平方千米，當中陸地面積為89.79平方千米，而水域面積為1.79平方千米。根據2020年美國人口普查的數據，當地共有人口85人，而人口密度為每平方千米0.93人。